# Payne de Roet

El escudo de armas de Katherine de Roet

Paon de Roet (c. 1310 – 1380), también llamado Paon de Roët, Sir Payn Roelt, Payne Roet y a veces Gilles Roet, fue un heraldo y caballero de Hainaut (en la actual Bélgica) que participó en las primeras etapas de la Guerra de los Cien Años. Emparentó con la corte del rey Eduardo III de Inglaterra a través del matrimonio del rey con Felipa de Hainaut .
Es relevante por ser antepasado de los monarcas de Inglaterra y Escocia. Los hijos de su hija Catalina, amante y más tarde esposa del hijo del rey Juan de Gante, recibieron el apellido Beaufort y su bisnieta Margaret Beaufort dio origen a la dinastía Tudor mientras que su nieta Joan Beaufort se casó con un miembro de la dinastía Estuardo . Otra de sus hijas, Philippa, fue esposa del famoso poeta Geoffrey Chaucer .

## Carrera

### Primeros años
Nacido alrededor de 1310 en Hainaut, fue "probablemente bautizado como Gilles", en inglés 'Giles' y en latín 'Egidius', nombre utilizado en cada generación de los señores de Roeulx. Sin embargo, llegó a ser conocido como Paon o Payne, escrito en latín como Paganus.
A menudo se supone que Paon/Payne de Roet era descendiente de una rama colateral de los Señores de Roeulx, de Hainault. El argumento tradicional ha sido que Paon de Roet portaba armas similares a las que portaban los Señores de Roeulx de Hainault, registrados por Rietstap como gu., a trios roués d'arg (mientras que los de la moderna ciudad de Le Roeulx son un león en postura sosteniendo una sola rueda de plata [concedida en 1822]). Sin embargo, un problema con este argumento de vincular a la familia de Paon de Roet a un patrimonio sustancial de Hainault es el hallazgo de que los Roeulx' de Hainault no llevaban ruedas para Roet sino que mostraban los leones comitales de Hainault (d'or, à trois lions de gueules). Así, aunque el propio Paón bien pudo haber llevado un escudo de armas consistente en una o tres ruedas de plata sobre un campo de gules, sigue siendo incierto si esto se hizo para distinguir a su familia como una rama colateral de los Señores de Roeulx o, tal vez más probablemente, para relacionarlo con el apellido e indicar que procedían de la misma zonal, donde a menudo aparecían ruedas en las banderas heráldicas .
Es posible que Paon de Roet decidiera buscar fortuna en Inglaterra siguiendo el ejemplo de Fastre de Roet, quien acompañó a Juan de Beaumont en 1326, cuando, con trescientos seguidores, fue a luchar por los ingleses contra los escoceses. Fastre era hermano menor de Eustaquio VI, último señor de Le Roeulx y descendiente de los condes de Hainault. Él y su hermano Eustace pasaron por dificultades financieras, por lo que se vieron en la necesidad de vender sus posesiones. Fastre, que murió en 1331, fue enterrado en la iglesia abacial de Le Roeulx, mientras que su hermano Eustace sobrevivió hasta 1336.

### En Inglaterra
Paon de Roet pudo haber llegado a Inglaterra como parte del séquito de Felipa de Hainaut, acompañando a la joven reina en su partida de Valenciennes para reunirse con su joven marido Eduardo III en Inglaterra a finales de 1327. Su nombre no aparece en la lista oficial de los caballeros que acompañaron a la reina de Hainaut. Sin embargo, Froissart dice que fue uno de los jóvenes caballeros y escuderos que se sumaron al séquito de la reina, conocidos como 'pluissier jone esquier', es decir, "plusieurs jeunes escuyers" ('otros jóvenes escuderos'); Speight (1598).
El relato de Froissart sobre la historia de los monarcas ingleses incluye un árbol genealógico, cuya parte relevante comienza con el nombre de Paón. Se le menciona como "Paganus de Rouet Hannoniensis, aliter dictus Guien Rex Armorum" ("Paon de Rouet de Hainaut, también llamado Rey de Armas de Guyena"). La última parte se refiere al título de Rey de Armas concedido por Eduardo III a Roet para el territorio de Guyena (Aquitania) que estaba controlado por Eduardo.

### Francia y Hainaut
En 1347, Roet fue enviado al asedio de Calais y fue uno de los dos caballeros designados por la reina Felipe para sacar de la ciudad a los ciudadanos a los que había salvado (los llamados burgueses de Calais ).
Habría regresado a las tierras de Hainaut, probablemente hacia 1349, partiendo luego al servicio de la hermana de la reina, Margarita, que era emperatriz de Alemania, y sus tres hijos menores, Walter, Felipa y Catalina, quedaron al cuidado de la reina Felipa. Murió en Gante, condado de Flandes, en 1380.

## Familia
Paon tuvo tres hijas, Catalina, Philippa e Isabel (también llamada Elizabeth) de Roet, y un hijo, Walter. Isabel se convertiría en canonesa del convento de la colegiata de Santa Valtruda en Mons en Hainaut, c. 1366. Philippa se casó con el poeta Geoffrey Chaucer en 1366. Se conocieron mientras aún eran niños, cuando ambos estaban vinculados a la casa de Elizabeth de Burgh, condesa de Ulster .
Catalina se convirtió en institutriz de las hijas de Juan de Gante. Después de la muerte de la esposa de Juan, Blanca de Lancaster, en 1369, Catalina y Juan comenzaron una historia de amor de la que nacerían cuatro hijos. Sin embargo, Juan contrajo matrimonio dinástico con Constanza de Castilla, pretendiente al trono de Castilla, tras lo cual se llamó a sí mismo "Rey de Castilla".  A la muerte de Constanza, Juan se casó con Catalina y legitimó a sus hijos.

## Tumba

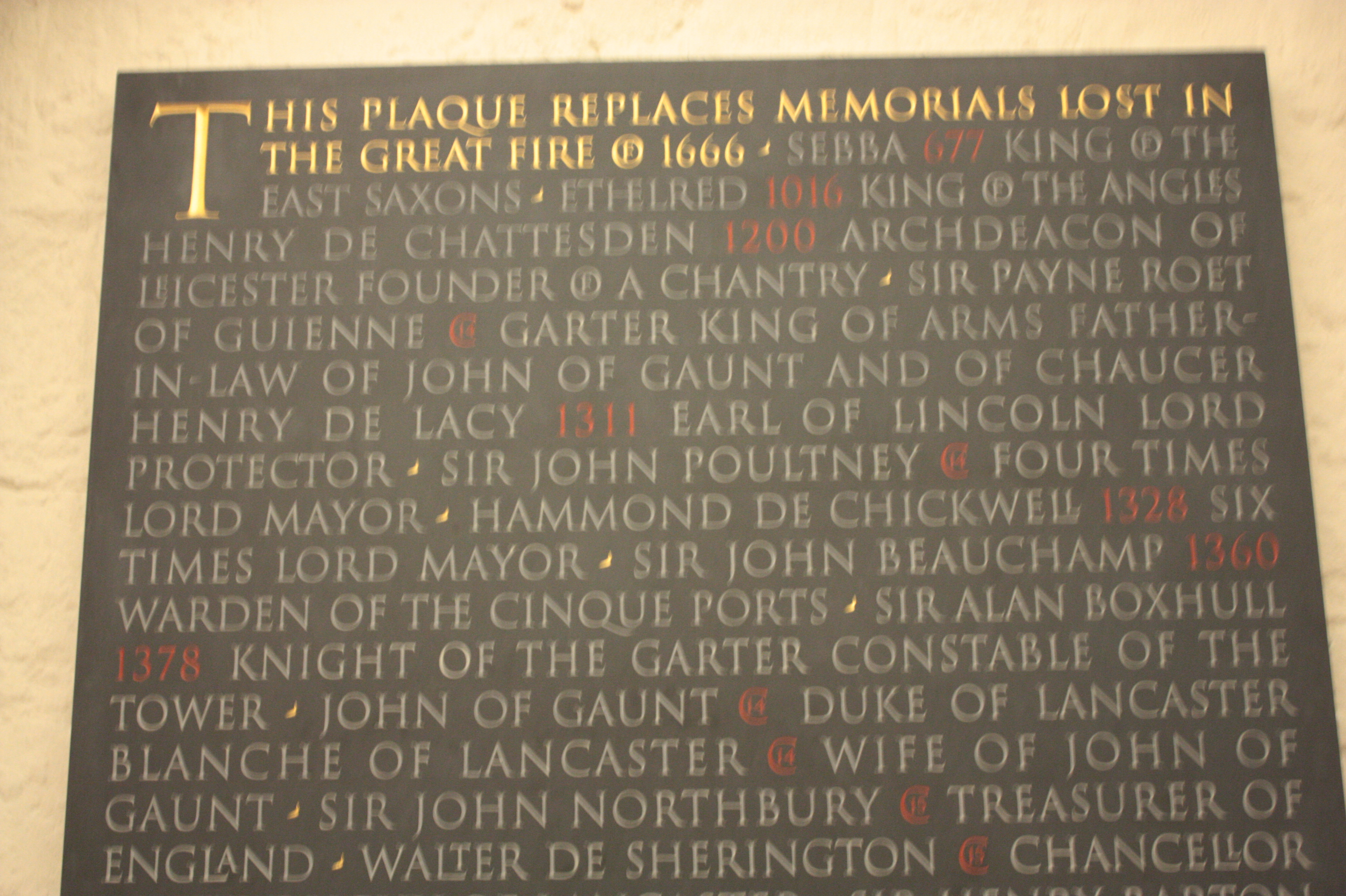
El nombre de Roet figura entre antiguas tumbas perdidas anotadas en el monumento de la Catedral de San Pablo

La tumba de Paon de Roet estaba en la Catedral Vieja de San Pablo, cerca de la tumba de Sir John Beauchamp (comúnmente llamada "Duke Humphrey"). En 1631, el anticuario John Weever informó que "sobre una hermosa piedra de mármol, con incrustaciones de latón (de todo lo cual, en la actualidad no se ven nada más que las cabezas de unos pocos clavos de bronce) y grabada con la representación y cote-Armes del partido extinto. Por lo tanto, en los últimos tiempos gran parte de una inscripción funeraria destrozada era claramente visible para ser leída".
En 1658, todavía sin placa de latón ni efigies, William Dugdale describió nuevamente la tumba. Fue destruida, junto con muchas otras (incluidas las de Juan de Gante y Blanca de Lancaster) en 1666 en el Gran Incendio de Londres. Un monumento moderno en la cripta incluye a De Roet entre las tumbas perdidas importantes.
La inscripción (según la registró Weever, aunque perdida en su época) comenzaba:
Hic Jacet Paganus Roet millas Guyenne Rex Armorum Pater Catherine Ducisse Lancastrie . . .
(Aquí yace Paon de Roet, caballero, rey de armas de Guyenne, padre de Catalina, duquesa de Lancaster. . . )
Alison Weir sostiene que la propia Catalina probablemente hizo construir la tumba para su padre durante su vida, lo que situaría su construcción entre 1396 y 1403.